# Gabriela Goldsmith
Ruth Gabriela Goldschmied Guasch, conocida como Gaby Goldsmith (Ciudad de México, 11 de septiembre de 1963), es una actriz mexicana.

## Biografía
Hija de judeo-alemán Gabriel Goldschmied y la cubana Carmen Guasch Campos. Comenzó su carrera artística al ganar un concurso de modelaje en 1982, gracias a ello Gabriela pudo abrirse camino dentro del competido mundo del espectáculo.
Dentro de los escenarios teatrales, Gabriela Goldsmith, participó en Mujeres frente al espejo, trabajo con el que ganó el premio Revelación Dramática de Teatro otorgado por la Agrupación de Críticos y Periodistas de Teatro, además de actuar en Engáñame si quieres, Don Juan Tenorio y Sálvese quien pueda dirigida por Manolo Fábregas, entre otras. 
Mientras que en el terreno de la cinematografía la actriz tiene en su haber más de 50 películas, entre las que se encuentran La mujer del tahúr (1981), El hijo de Pedro Navaja (1985), Gavilán o paloma (1985), Federal de Narcóticos (1991) y Reclusorio (1997). 
En la televisión No empujen con Raúl Astor, Video Cosmos y La Güereja y algo más son programas que han contado con la presencia de la actriz. 
Entre las telenovelas en las cuales ha participado se encuentran El engaño (1986), El precio de la fama (1987), Encadenados (1988), en 1989 el productor Valentin Pimstein le da su gran estelar en la pantalla chica al interpretar a la antagonista principal, contrafigura de Victoria Ruffo en la telenovela  Simplemente María (1989) aquí su personaje de "Lorena del Villar" quedaría inmortalizado, le siguieron Mi pequeña Soledad (1990), Alcanzar una estrella (1990), La picara soñadora (1991), Alcanzar una estrella II (1991), María Mercedes (1992), Sin ti (1997), Siempre te amaré (2000), El derecho de nacer (2001). 
En 2002 protagoniza la telenovela Así son ellas. 
En 2004, se integró al elenco de la telenovela Amarte es mi pecado producida por el señor Ernesto Alonso, además de presentarse en por varios lugares de la República Mexicana con la obra teatral Escultor de destinos.
En 2005, participa en la serie Bajo el mismo techo. 
En 2006, se une al elenco de la telenovela Código postal realizando el papel de Minerva. 
En 2007 participa en la telenovela Amor sin maquillaje y en el mismo año en la telenovela Destilando amor.

## Formación académica
En 1996, Gabriela Goldsmith se graduó como cirujano dentista de la Universidad Nacional Autónoma de México (UNAM) y años más tarde se volvió acreedora del título de maestra en responsabilidad social por la Universidad Anáhuac. 
Actualmente es candidata a doctor por innovación y responsabilidad social ya que se encuentra en proceso de investigación.

## Carrera política
En abril de 2018 Gabriela Goldsmith incursionó en la política siendo candidata a diputada federal por el Distrito 24 del Estado de México en las Elecciones federales de 2018. Fue candidata de la Coalición Todos por México, sin embargo, no representó a ningún partido político de la coalición. No resultó electa y tras las elecciones se sumó a la administración pública del Municipio de Naucalpan de Juárez.
Tras desempeñarse como enlace de prevención del delito en la Dirección general de Seguridad Ciudadana y Tránsito Municipal del municipio de Naucalpan de Juárez, se registró como candidata a diputada federal del Partido Morena por el Distrito 22 del Estado de México para las Elecciones federales de 2021.

## Trayectoria

### Telenovelas
- Corona de lágrimas (2022-2023) - Cecilia[5]
- Lo imperdonable (2015) - Montserrat Vivanco Vda. De la Corcuera
- Quiero amarte (2013-2014) - Emma
- Amores verdaderos (2012-2013) - Doris Orol de Pavia
- Dos hogares (2011) - Verónica Larrazábal de Garza
- Llena de amor (2010) - Fedra de Curiel
- Mañana es para siempre (2008)
- Amor sin maquillaje (2007) - Elena
- Destilando amor (2007) - Cassandra Santoveña
- Código postal (2006-2007) - Minerva Carvajal
- Misión S.O.S. (2004-2005) - Vivian Johnson de Martínez
- Amarte es mi pecado (2004) - Kathy de Quiroga
- Así son ellas (2002) - Narda Mareca
- El derecho de nacer (2001) - Adriana Drigani de Rivera
- Siempre te amaré (2000) - Ariana Granados
- Cuento de navidad (1999-2000) - Katia
- Por tu amor (1999) - Sonia Narváez
- Camila (1998) - Ana María de Iturralde
- Sin ti (1997-1998) - Prudencia
- El alma no tiene color (1997) - Zafiro Anabelle Fabré Dzul
- Confidente de secundaria (1996) - Sonia
- Prisionera de amor (1994) - Isaura Durán
- María Mercedes (1992) - Magnolia de Mancilla / María Magnolia González
- La pícara soñadora (1991) - Gladys de Rochild
- Alcanzar una estrella II (1991) - Cristina Carrillo
- Mi pequeña Soledad (1990) - Ana Silvia Arizmendi
- Simplemente María (1989-1990) - Lorena del Villar
- Encadenados (1988) - Iris
- El precio de la fama (1987) - Cecilia
- Quinceañera (1987)
- El engaño (1986) - Rocío

### Programas
- Las estrellas bailan en Hoy (2023) - Concursante[6]
- MasterChef Celebrity (2023) - Concursante[7]
- Nosotros los guapos (2018)
- Casino Rex (2018) - María Sepúlveda
- Como dice el dicho (2012-2016) - Elena / Inés
- La rosa de Guadalupe (2008-2016) - Ninfa / Antonia / Isolda / Juliette
- Tiempo final (2009) - Pamela
- Bajo el mismo techo (2005) - Elisa
- Mujer, casos de la vida real (1998-2005)
- Big Brother (2004) - Concursante
- Güereja de mi vida (2001) - Maestra Alberta Caña
- ¿Qué nos pasa? (1998) - Giovanna
- Hotel Paraíso (1997)
- Trying Times (1989)
- Papá soltero (1988) - Joanna

### Cine
- Matador (2005)
- Animales en peligro (2004)
- Venganza de un terrorista (2003)
- Fiesta privada (1999)
- Cacería de judiciales (1997)
- Reclusorio (1997) - Olga
- Ataque contra las pandillas (1997)
- Capos de almoloya (1997)
- El ejecutor (1997) - Adriana Farres
- El poder del narco (1997)
- La camioneta azul de la mafia (1997)
- Metiche y encajoso IV (1997)
- No le bailes de caballito (1997) - Silvia
- Lluvia de diamantes (1996) - Leonor
- Trebol negro (1996)
- Del robo al paraíso (1996)
- Metiche y encajoso III (1996)
- Sobredosis de violencia (1995)
- Una luz en la escalera (1994) - Georgina
- Al filo de la muerte (1993) - López
- El gato con gatas (1992) - Ángela
- Ramiro Sierra (1992)
- Más allá del deseo (1992)
- Federal de narcóticos (División Cobra) (1991)
- Inesperada venganza (1990)
- Los Pelotones y Juan Camaney (1990)
- La vengadora implacable (1990) - Sofía
- Las travesuras de Super Chido (1990) - Luisa Lana
- La mujer del tahúr (1990)
- Dios se lo pague (1990)
- Jack el vigilante (1990)
- Lo inesperado (1990)
- Si mi cama hablara (1989)
- El vampiro teporocho (1989) - Roxana
- Las calenturas de Juan Camaney II (1989)
- Si mi cama hablará (1989)
- Muertes anunciadas (1988) - Maru
- Taquito de ojo (1988)
- Ladrón (1988)
- El virus del poder (1988)
- Los hermanos machorros (1988)
- Pandilla de cadeneros (1988)
- Su destino era matar (1988)
- Policía salvaje (1987)
- Lavadores de dinero (1986)
- Un macho en la cárcel de mujeres (1986)
- Yako, cazador de malditos (1986)
- El hijo de Pedro Navaja (1986) - Sandra
- Gavilán o paloma (1985)
- Narco terror (1985)
- Terror y encajes negros (1985) - Vecina

## Premios y nominaciones

### Premios TVyNovelas
| Año  | Categoría               | Telenovela        | Resultado |
| ---- | ----------------------- | ----------------- | --------- |
| 1993 | Mejor actriz de reparto | María Mercedes    | Nominada  |
| 1990 | Mejor actriz antagónica | Simplemente María | Nominada  |